# سيسيليا أندرسون
سيسيليا أندرسون (بالسويدية: Cecilia Andersson)‏ هي لاعبة هوكي الجليد سويدية، ولدت في 4 أكتوبر 1982 في Väddö ‏ في السويد.

## وصلات خارجية
- سيسيليا أندرسون على موقع EliteProspects.com (الإنجليزية)
- سيسيليا أندرسون على موقع Eurohockey.com (الإنجليزية)
- سيسيليا أندرسون على موقع HockeyDB.com (الإنجليزية)
- سيسيليا أندرسون على موقع اللجنة الأولمبية الدولية (الإنجليزية)
- سيسيليا أندرسون على موقع أوليمبيديا (الإنجليزية)
- سيسيليا أندرسون على موقع اللجنة الأولمبية السويدية (السويدية)